# 金の国
金の国（きんのくに）は、日本のお笑いコンビ。ワタナベエンターテインメント所属。

## メンバー
渡部 おにぎり（わたべ おにぎり、1994年8月14日 - ）（30歳）
ボケ（一部のネタではツッコミ）担当。
旧芸名及び本名、渡部 恭平（わたべ きょうへい）。
神奈川県横浜市出身、武相高等学校卒業。

1996年アトランタ五輪日本代表で三菱ふそう川崎で活躍した桑元孝雄監督時代の武相高校野球部に所属し、2年次から正捕手。1学年上の塩見泰隆（東京ヤクルト）が3番、渡部が4番打者で、井口和朋（オリックス）とバッテリーを組んでいた。3年次の2012年夏の甲子園神奈川県大会では初戦で日大藤沢高校と対戦しサヨナラで敗れたが、判定に納得できない武相の選手たちが審判に詰め寄って抗議する映像がインターネット上で拡散し、炎上に発展。渡部はこの試合でも4番・捕手で先発したが、9回表で既にベンチに退きブルペンに居たため、プレーの一部始終は観ていなかったという。横浜商科大学進学後も野球部へ所属したが、プロ入りは難しいと悟り退部。野球部ではイジられ役のお笑い担当だったことから芸人を志した。
横浜DeNAベイスターズファン。
R-1グランプリ2022第3位タイ。
個人のYouTubeチャンネル「にぎにぎちゃんねる」を持つ。

桃沢 健輔（ももざわ けんすけ、1993年3月25日 - ）（32歳）
ツッコミ（一部のネタではボケ）・ネタ作り担当。
新潟県新潟市出身、新潟明訓高等学校・武蔵野大学文学部卒業。声優の花澤香菜とは同じゼミ出身。
大学時代は漫画研究会所属で、ゴトウユキコのアシスタントを数回務めた。絵が得意。
中学時代に友人の影響で『ダウンタウンのごっつええ感じ』（フジテレビ）のビデオや、『ゴッドタン』（テレビ東京）を観たのがきっかけでお笑いにハマった。高校時代は吹奏楽部に所属しており、トランペットを担当。相方・渡部が出場したことのない全国高等学校野球選手権大会に、応援のブラスバンドとして出場した経験がある。
大学では俳句を学んでおり、句集を出すという目標がある。

## 来歴
ワタナベコメディスクール25期出身。渡部は養成所入学前から高校の同級生とコンビを組んでフリーライブに出演していた。養成所ではそのキャラクターから渡部と組みたがる同期が多くいたが、同級生と組んだコンビが明るいキャラ同士でぶつかってしまった経験から自分とは真逆な暗めのキャラを持つ相方と組みたいと考えて桃沢を誘い、現在のコンビとなった。
養成所の卒業ライブでは1位に輝いた。卒業後は事務所の先輩であるサンシャイン池崎の単独ライブに呼ばれ、同じ舞台でネタをした。2日間で3公演あり、池崎は最初からフルスロットルで叫びすぎて最終的に声がガラガラになっていたが桃沢は先輩のその姿に感銘を覚えていた。
結成してから2年は特に結果を残せなかったが同事務所の先輩・ハナコの単独ライブを手伝う機会が生まれ、打ち上げで渡部は菊田竜大（ハナコ）と席が一緒になり結果を残せていないことについて相談してみると「相方を信じていれば大丈夫だよ」とさらっと言われ、それがとても心に残っていた。
『お笑いABEMA CUP2021〜ワタナベNo.1決定戦』では芸歴4年にして決勝進出。
2021年9月18日、『ツギクル芸人グランプリ2021』（フジテレビ系）にて優勝。同年10月16日、『マイナビ Laughter Night』（TBSラジオ）グランドチャンピオン大会で7代目王者に選ばれる。

## 芸風
主にコントで、演技派と称される。ボケ・ツッコミの役割はネタによって替わる。渡部がピンで1人コントを披露する機会があり、その際もネタは桃沢が作っている。桃沢は「配役が自分たちにピッタリで、自分たちにしか出来ないようなネタにすること」と決めた上でネタ作りを行なっている。
M-1グランプリへ出場して漫才を演じることもある。

## 受賞歴
- 「ツギクル芸人グランプリ2021」優勝（2021年）[17]
- 「マイナビ Laughter Nightグランドチャンピオン大会」優勝（2021年）[18][21]
- 「ネタパレNEW YEARグランプリ」優勝（2023年）
- 「ワタナベお笑いNo.1決定戦2025」優勝

## 賞レースでの戦績
- キングオブコント
  - 2017年 2回戦進出
  - 2018年 2回戦進出
  - 2019年 1回戦敗退
  - 2020年 1回戦敗退
  - 2021年 準々決勝進出[22] ※1回戦敗退後、追加合格[23]。
  - 2022年 準決勝進出[24]
  - 2023年 準々決勝進出
  - 2024年 準決勝進出
- M-1グランプリ
  - 2019年 2回戦進出[1]
  - 2020年 1回戦敗退[1]
- R-1グランプリ
  - 2021年 準決勝進出（渡部のみ）[25][注 1]
  - 2022年 決勝第3位タイ（渡部のみ）[8]
- ABCお笑いグランプリ
  - 2022年 最終予選進出
  - 2025年 決勝進出[26]

- ワタナベお笑いNo.1決定戦
  - 2021年 決勝進出
  - 2022年 決勝進出
  - 2023年 決勝進出[27]
  - 2024年 準決勝敗退
  - 2025年 優勝
- その他
  - 2024年 第5回キングオブう大 優勝

## 出演

### テレビ
- ヒルナンデス!（2019年3月27日 ※渡部のみ、日本テレビ系）
- オスカル!はなきんリサーチ（2019年4月19日、テレビ朝日系）[28]
- 芸人、家をつくる。（2020年3月7日 ※渡部のみ、フジテレビ系）[29]
- そろそろ にちようチャップリン（2020年4月18日・8月1日・2021年4月3日・10日、テレビ東京）[30][31][32]
- 中居正広の金曜日のスマイルたちへ（2021年3月5日、TBS・MBS系）[33]
- いよいよR-1グランプリ!新世代芸人のリアルライフ徹底リサーチ!（2021年3月5日 ※渡部のみ、関西テレビ・フジテレビ系）[34]
- ネタパレ（2021年3月19日・5月14日・10月8日・11月19日・12月17日、フジテレビ・関西テレビ系）[35][36]
- 笑いの創造神たち（2021年3月20日、NHK総合）[37]
- マツコ&有吉 かりそめ天国（2021年4月30日 ※渡部のみ、テレビ朝日系）[38]
- ENGEIグランドスラム（2021年5月1日、フジテレビ・関西テレビ系）[39]
- 千鳥のクセがスゴいネタGP→千鳥のクセスゴ!（2021年6月3日・9月16日・11月4日）- グランプリ受賞（2021年6月3日､11月4日）､（フジテレビ・関西テレビ系）[40]
- なりゆき街道旅（2021年10月17日・11月21日、フジテレビ）
- 有吉の壁（2021年11月10日、日本テレビ）
- ザ・ベストワン（2021年11月12日、TBS系）
- お笑い実力刃（2021年11月24日、テレビ朝日系）
- ロンドンハーツ（2021年11月30日、テレビ朝日系）
- オンエア決めろ! ー笑武ー（2022年4月19日・9月20日・27日、BSJapanext）
- THE CONTEへの道（2023年1月28日、フジテレビ）

### ドラマ
- マイダイアリー 第6話（2024年12月1日、朝日放送テレビ・テレビ朝日系） - 優希の隣人 役（渡部）[41]

### ウェブテレビ
- 笑ラウドネスGP（2021年7月18日、ABEMA）[42]

### ラジオ
- ハナコのミッドナイト・ダイバーシティー（2021年2月7日、JFN系）[43]
- マイナビ Laughter Night（2021年4月16日[44]・7月23日[45]、TBSラジオ）
- 爆笑問題の日曜サンデー（2021年9月26日、TBSラジオ）サンデー芸人ランキング・ナビ芸ター
- 金の国のGERA NEXT（2021年11月30日 - 2022年1月4日、GERA放送局）[46]
- 金の国のたまごどんぶり（2021年12月20日[47]、2022年4月2日[48][49] - 2024年3月29日、TBSラジオ）  -「マイナビLaughter Night 第7回チャンピオンLIVE」優勝特典として特番が放送。2022年4月より「マイナビLaughter Night」後半30分枠でレギュラー番組獲得。
- 金の国のふしぎなアメをください（2022年3月16日 - 、GERA放送局）[50]
- 金の国のたまに壁ドン（2025年3月28日 - 、TBS Podcst）

## 単独ライブ
- 金の国 第1回単独LIVE「花丸」（2022年4月1日、渋谷ユーロライブ[51]）
- 金の国 第2回単独LIVE「青タン」（2023年5月30日・31日、渋谷区文化総合センター大和田 伝承ホール[52][53]）